# Kailan Ba Tama ang Mali?
Kailan Ba Tama ang Mali? es una serie de televisión filipina transmitida por GMA Network desde el 9 de febrero de 2015. Está protagonizada por Max Collins, Geoff Eigenmann, Empress Schuck y Dion Ignacio.

## Elenco

### Elenco principal
- Max Collins como Amanda Realonda.
- Geoff Eigenmann como Leonardo "Leo" Vasquez.
- Dion Ignacio como Oliver Mallari.
- Empress Schuck como Sonya Barcial.

### Elenco secundario
- Sharmaine Centenera-Buencamino como Aurora Torralba.
- Ryza Cenon como Margarita "Rita" Barcial.
- Chariz Solomon como Bianca Quillamor.
- Ashley Ortega como Angeli Realonda.
- Ervic Vijandre como Joseph Dela Cruz.
- Ken Alfonso como Thomas Alejandro.
- Rox Montealegre como Ayla.
- Laurice Guillen como Imelda Realonda.